# Miraja flora
Miraja flora är en fjärilsart som beskrevs av Charles Oberthür 1922. Miraja flora ingår i släktet Miraja och familjen tjockhuvuden. Inga underarter finns listade i Catalogue of Life.